# 皇纪

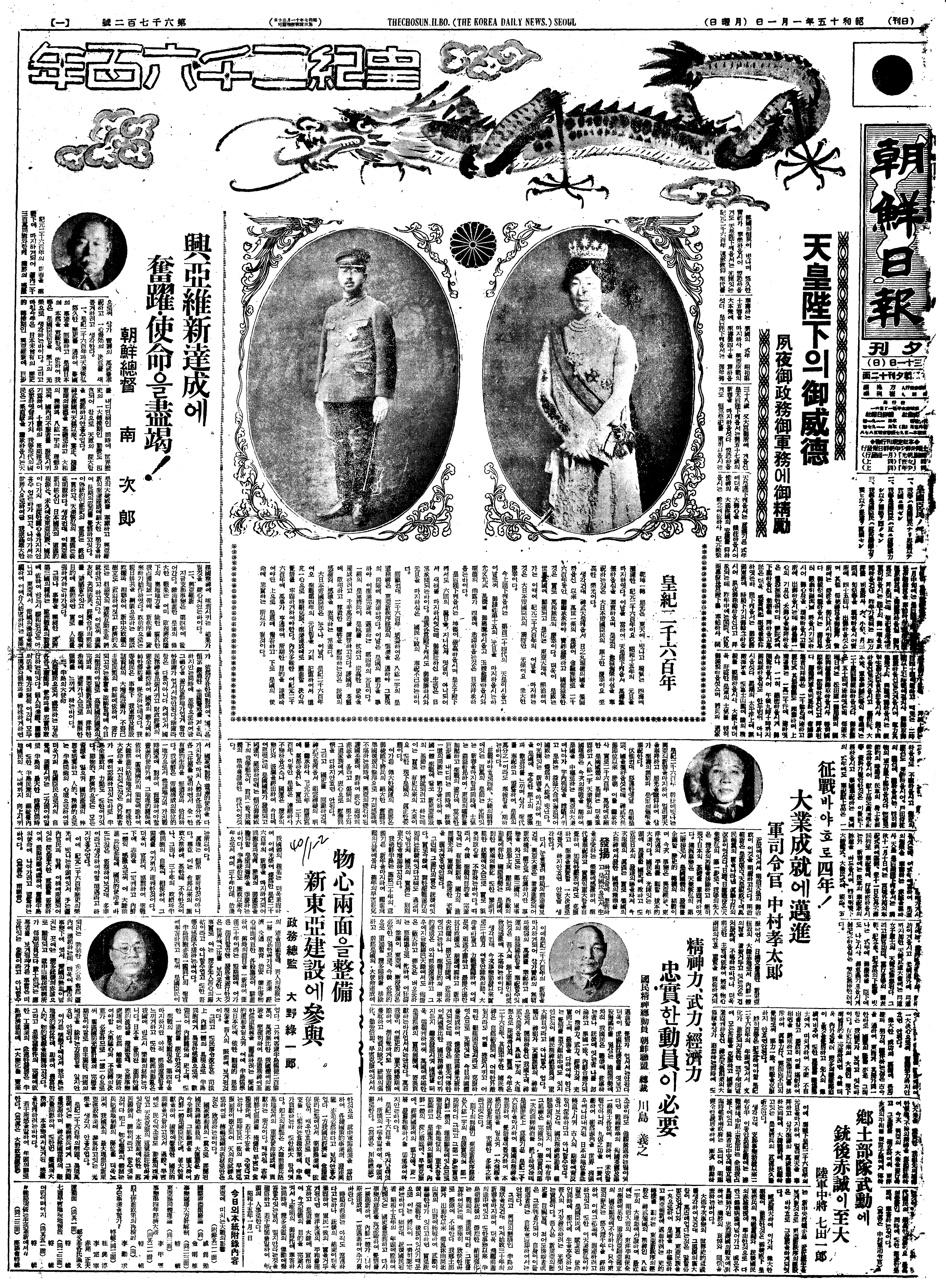
朝鲜日治时期一份《朝鲜日报》的头版写有“皇纪二千六百年”字样

神武天皇即位紀元，又称日本皇纪或简称皇纪，是日本的纪年方式之一，以日本神话中的第一代天皇神武天皇的即位元年开始起算，比現行西历早660年。即西元2025年等於皇紀2685年，以此类推。皇纪在明治時代起由官方採用，但二战後被官方棄用。

## 制定
明治5年农历11月15日（公历1872年12月15日）依照太政官布告第342号宣布明治6年（1873年）1月1日与公历同时在日本实行。
原文：

## 紀元二千六百年記念
昭和15年（1940年）是皇紀二千六百年，日本政府在該年舉辦一系列的「紀元二千六百年紀念行事」以茲慶祝。在眾多系列活動中，為對世界各國宣揚日本國威，特規劃於該年舉行3大國際性活動，惟這些活動均因太平洋戰爭爆發在即而取消。
- 1940年世界博覽會（日语：紀元2600年記念日本万国博覧会）（紀元2600年紀念日本萬國博覽會）
- 1940年東京夏季奧運
- 1940年札幌冬季奧運

## 其他用法
日本在二戰時期的軍備，包含槍砲、彈藥、航空器等，如零式艦上戰鬥機、九九式艦上轟炸機、九四式艦砲、八九式127公厘高射炮、九一式穿甲彈、九三式魚雷等，其命名形式以皇曆後兩位數標示。直到二戰戰後的日本軍備，則改用西元年份後兩位數表示，如61式戰車、74式戰車、90式戰車、10式戰車、93式反艦飛彈等。

## 类似的纪元
1. 佛曆
2. 黄帝纪元（中国）
3. 檀君纪元（韩国）

## 参見
- 和曆

## 外部連結
- 明治五年太政官布告第三百四十二号 （页面存档备份，存于）（日本国立国会图书馆）